# 昭披耶·波稳拉差纳优
昭披耶·波稳拉差纳优（Čhaophrayā Bō̜wō̜nrātchanāyok，1543年—1631年），本名谢赫·艾哈迈德·库米（波斯語：‎ Sheikh Ahmad Qomi），阿瑜陀耶王国波斯人官员，驱逐日本佣兵队的功臣。与山田长政、康斯坦丁·法尔孔等一起，作为后期阿瑜陀耶王国的外国人官员代表被人熟知。

## 生平
谢赫·艾哈迈德·库米1543年出生于萨非帝国（今伊朗）库姆的Paeene Shahar地区。他是十二伊玛目派的什叶派穆斯林。艾哈迈德与他的弟弟穆罕默德·赛义德来到暹罗的确切年份有争议，有1602年、1603年和1605年等说法。来到暹罗后，从事贸易，并取了本地女子为妻，有两个儿子和一个女儿。谢赫·艾哈迈德于1631年去世，享年88岁。谢赫·艾哈迈德的出生地也有争议。大部分消息指明他来自波斯的库姆；伦纳德·安达雅教授认为他来自南印度；也有波斯湾、阿拉伯等说法。
在其87岁之时（巴萨通王在位期间），荣获了“昭披耶·波稳拉差纳优”（意为“民政事务名誉委员”）这一头衔。